# Mohamed Ould Bilal
Mohamed Ould Bilal (árabe: محمد ولد بلال; Rosso, 1963) é um político mauritano que foi 16.º primeiro-ministro da Mauritânia de 6 de agosto de 2020 a 5 de agosto de 2024.

## Biografia
Antes de se tornar primeiro ministro, Mohamed Ould Bilal trabalhou como chefe da agência nacional de águas. Depois de uma investigação nas atividades do chefe de Estado Mohamed Ould Abdel Aziz, o então primeiro-ministro Ismail Ould Bedda Ould Cheikh Sidiya renuciou. Em 6 de agosto de 2020, Mohamed Ould Cheikh El Ghazouani nomeou Mohamed Ould Bilal como o novo primeiro-ministro e foi formado um novo governo.